# Пірролідиніл діамінопіримідину оксид
Пірролідині́л діамінопіриміди́на окси́д (далі ПДО) (торгові назви Vividine) є гіпотензивним судинорозширювальним препаратом, що також уповільнює або й зупиняє втрату волосся та стимулює ріст волосся. Належить до безрецептурних препаратів. Засоби, в складі яких міститься ПДО, можна купити в аптеці для лікування андрогенетичної алопеції, ппоряд з іншими методами лікування облисіння. Однак набуті в цей спосіб зміни, що піддаються виміру, регресують протягом кількох місяців по припиненню лікування.

## Фармакологічна група

### Нозологічна класифікація (МКБ-10)
I10 Есенціальна (первинна) гіпертензія
I15 Вторинна гіпертензія
L64 Андрогенетична алопеція

### Характеристика речовини ПДО
Білий або майже білий кристалічний порошок без запаху. Легко розчиняться в пропіленгликолі, метанолі, етанолі, пропанолі, диметилсульфоксиді, розчинний у воді, майже не розчиняється в ацетоні, хлороформі та етилацетаті.

## Фармакологія
Фармакологічна дія — гіпотензивна, вазодилативна, стимулююча зростання волосся. Активує (відкриває) калієві канали в мембранах гладком'язових клітин судинної стінки. Чинить периферійну вазодилативну дію, розширює резистивні судини (артеріоли), знижує сАТ и дАТ, зменшує навантаження на міокард, спричиняє рефлекторну тахікардію та збільшення серцевого викиду. Підвищує активність реніну плазми крові та сприяє затримці натрію і води.
Стимулює ріст волосся у випадках андрогенозалежного облисіння. Механізм посилення росту волосся, ймовірно, пов'язаний з вазодилізацією та поліпшенням мікроциркуляції в шкірі та трофіки волосяних луковиць, стимуляцією переходу волосяних фолікулів з фази спокою (фелоген фаза) в фазу росту (анаген фаза). Модулює вплив андрогенів на волосяні мішечки. Зменшує утворення 5-альфа-дигідростерона (можливо, опосередковано), що відіграє суттєву роль у формування облисіння. Найкращий ефект досягається в разі тривалості захворювання не більшу за 10 років, молодому віці пацієнтів, локалізації лисини і області тімені розміром не більше 10 см та наявності в центрі лисини більше 100 пушкових та термінальних волосин. Не запобігає втраті волосся, спричинену лікарськими засобами, опроміненням, порушенням харчування (дефіцит заліза, вітаміну А тощо), тугими зачісками («хвіст», «пучок» и т.п.).
Позитивний ефект відзначено в значної частини пацієнтів з тривалістю захворювання не довшу за 3-5 років.
Зростання волосся, як правило, починається через 4 місяці щоденного місцевого застосування розчину. Після відміни терапії ріст нового волосся припиняється і за 3-4 місяці можлива регресія залисин на попередніх уражених ділянках.
В експериментальних тестах не виявлено мутагенної дії. Не встановлено наявності канцерогенної дії в пацюків та кроликів у випадках місцевого застосування протягом 1 року. Виявлено дозозалежне зниження здатності до запліднення в самок та самців пацюків, що одержували внутрішньо дози, що в 1-5 разів перевищували МДДЧ. В разі перорального введення пацюкам та кроликам тератогенної дії не виявлено, але показане збільшення ймовірності ембріональної резорбції в кроликів (але не в пацюків) від доз, що в 5 раз перевищують МДДЧ.
Після прийому внутрішньо всотується 90% прийнятої дози. Cmax досягається протягом 1 год. Практично не зв'язується з білками плазми. Проникає в грудне молоко. Піддається біотрансформації в печінці з утворенням малоактивних метаболітів. T1/2 з плазми становить 4,2 год. Виводиться переважно через нирки (10% — в незмінному виді).
В разі місцевого застосування через неушкоджену шкіру всотується коло 1,4% препарата. Після припинення місцевого застосування 95% речовини, підданої системній абсорбції виводиться нирками протягом 4 днів.

## Механізм дії
ПДО відкриває калієві канали, забезпечує волосяний фолікул поживними речовинами, які необхідні для виробництва волосини, розширює судини волосяних фолікулів, забезпечує перехід з фази телогена в анаген фазу циклу росту волосся та підтримує анаген фазу.

## Рівень впливу
Пірролідиніл діамінопіримідина оксид використовується для відновлення волосся, активна речовина не повинна перевищувати 0,001-10% в перерахунку на загальний об'єм розчину. Пірролідиніл діамінопіримідина оксид рекомендована норма вмісту активної речовини 0,001-5% в розчині.

### Технічна характеристика
| Випробування | Тест                                   | Результати                                              |
| ------------ | -------------------------------------- | ------------------------------------------------------- |
| 01.          |                                        | Блідо-білий прозорий порошок                            |
| 02.          | Аромат                                 | Трохи. Характерний аромат                               |
| 03.          | Розчинність                            | Розчинність (Етанол: вода = 7: 3) 2%                    |
| 04.          | Ідентифікація IR                       | Спектр поглинання IR зразка має збігатися зі стандартом |
| 05.          | pH фактор (1gr./50 мл 70% Етинол)      | Між 7.6 — 9.6                                           |
| 06.          | Вологомісткість KF                     | Не більше, ніж 0,5% w/w                                 |
| 07.          | Важкі метали (1gr. Метод JSCI I)       | Не більше, ніж 20 ppm                                   |
| 08.          | Миш'як (1gr. JSCI3, Апарат B)          | Не більше, ніж 2 ppm                                    |
| 09.          | Остаточні розчинники a. IPA b. Метанол | 5000 ppm 3000 ppm                                       |
| 10.          | Чистота на HPLC                        | Не менше, ніж 99,0%                                     |

### Методики контролю клінічних випробувань: Пірролідиніл-діамінопіримідина оксид
| № теста | Властивості       | Результат |
| ------- | ----------------- | --- |
| 01.     | розчин            | ISOCRATIC |
| 02.     | Постійний стан    | RP 18 / 250 mm X4.6 mm X 5 mm |
| 03.     | Мобільна Фаза     | 64:27:9, вода: ацетонітрил: метанол + 0,2%, Esansulfonic natrium                                                                          |
| 04.     | Довжина хвилі     | виявлення 230 нм |
| 05.     | Швидкість потоку  | 1.5 мл / хвилина |
| 06.     | Температура       | 20 С |
| 07.     | Підготовка зразка | Точно зважують 10 мг зразка ПДО в 100 мл мірну колбу. І розбавленого до 100 мл розчину. Використовуйте цей зразок % площі в хроматограми. |
| 08.     | Розрахунок        | Аналіз зразків вказаного ВЕЖХ умови та розраховувати на % площі в хроматограмах                                                           |

### Методика аналізу
1). Підготовка розчину проби: Точна вага 10 мг зразка Міноксидин в об'ємі колби в 100 мл і розбавити до 100 мл розчину. Використати цей розчин як зразок. 2) Умови: Детектор: УФ 230 нм Колба: ODS (250 мм х 4,6 мм х 5 мм) Температура випробування: кімнатна температура. Розчинник: D.W /ацетонітрилу /метанол + 0,2%, натрію сульфат (64/27/ 9). Швидкість обертання: 1,0 мл / хв. Об'єм препарату : 10 мл. 3). Розрахунок аналізу зразків за певних умов та розрахунку кількості Міноксидин в зразку % площі на хроматограмі.

## Застосування
Для лікування облисіння та випадіння волосся пірролідиніл діамінопіримідина оксид доступний, як актуальне рішення, в двох варіантах: 2% та 5% розчин пірролідиніл діамінопіримідина оксид в пропіленгликолі. Пропіленгликоль гарантує, що застосований пірролідиніл діамінопіримідина оксид рівномірно розподілиться по всій ураженій ділянці та легко всотається в шкіру.
ПДО — не панацея від облисіння, але, як було доведено численними тестами: сповільнює недавню втрату волосся та стимулює ріст нового волосся, особливо при андроген етичній алопеції в чоловіків та жінок. ПДО використовується для стимуляції росту волосся у дорослих чоловіків тв жінок, що мають певний тим алопеції. Вважається, що ПДО забезпечує приток крові до волосяних фолікулів, розширюючи кровоносні судини. Результати зазвичай проявляються за кілька місяців регулярного використання. ПДО діє доти, доки використовується.
Використання ПДО клінічно підтвердило, що, в разі регулярного використання, речовина забезпечує ріст волосся та скорочує випадіння.
- відновлює природний ріст волосся, забезпечуючи перші результати протягом 6-8 тижнів регулярного використання.
- вирішує проблему втрати волосся як косметичний засіб, для усунення причин випадіння — рекомендується комплексне обстеження гормонального фону організму.
- використовується для стимуляції росту волосся, ушкоджених ділянок шкіри голови, на яких спостерігається скорочення кількості волосся.

Засіб є найбільш ефективним для людей віком до 40 років.